# Silkeborg–Kjellerup–Rødkærsbro Jernbane
| Lokschuppen in Kjellerup, Dæmningen 2, heute Jysk Brandmuseum |                      |                                                  |                                                  |
| Eisenbahnkarte von Nordjütland 1932, Silkeborg-Kjellerup-Rødkærsbro Jernbane braun eingezeichnet |                      |                                                  |                                                  |
| Streckenlänge: | 35 km                |                                                  |                                                  |
| Spurweite: | 1435 mm (Normalspur) |                                                  |                                                  |
| |                      |                                                  |                                                  |
| \| \| \| Bahnstrecke Langå–Struer von Langå \| \| \| \| 35,0 \| Rødkærsbro \| Rødkærsbro \| \| \| \| Industrieanschluss \| \| \| \| \| Bahnstrecke Langå–Struer nach Struer \| \| \| \| 31,5 \| Bredmose \| Bredmose \| \| \| 30,1 \| Sjørslev \| Sjørslev \| \| \| 28,7 \| Aunsbjerg \| Aunsbjerg \| \| \| 26,6 \| Donsborg \| Donsborg \| \| \| 25,3 \| Kjellerup \| Kjellerup \| \| \| 21,9 \| Hindbjerg \| Hindbjerg \| \| \| 20,2 \| Nørskovlund \| Nørskovlund \| \| \| 18,1 \| Hinge \| Hinge \| \| \| 14,8 \| Lemming \| Lemming \| \| \| 12,1 \| Ørevadbro \| Ørevadbro \| \| \| 10,2 \| Skægkær \| Skægkær \| \| \| 8,0 \| Øster Bording \| Øster Bording \| \| \| 6,3 \| Hvinningdal \| Hvinningdal \| \| \| 3,1 \| Lysbro \| Lysbro \| \| \| \| Langå-Bramming-banen von Bramming \| \| \| \| \| \| \| \| \| \| Bahnstrecke Skanderborg–Skjern von Skjern \| \| \| \| \| Bahnstrecke Horsens–Bryrup–Silkeborg von Horsens \| \| \| \| 0,0 \| Silkeborg (SKRJ) \| Silkeborg (SKRJ) \| \| \| 0,0 \| Silkeborg (DSB) \| Silkeborg (DSB) \| \| \| \| Langå-Bramming-banen nach Langå \| \| \| \| \| Skanderborg-Silkeborg Jernbane nach Skanderborg \| \| \| \| \| \| \| \| Quellen: [1] \| \| \| \| |                      |                                                  |                                                  |
| Strecke |                      | Bahnstrecke Langå–Struer von Langå               | Bahnstrecke Langå–Struer von Langå               |
| Bahnhof | 35,0                 | Rødkærsbro                                       | Rødkærsbro                                       |
| Abzweig geradeaus und von links |                      | Industrieanschluss                               | Industrieanschluss                               |
| Abzweig ehemals geradeaus und nach rechts |                      | Bahnstrecke Langå–Struer nach Struer             | Bahnstrecke Langå–Struer nach Struer             |
| Haltepunkt / Haltestelle (Strecke außer Betrieb) | 31,5                 | Bredmose                                         | Bredmose                                         |
| Bahnhof (Strecke außer Betrieb) | 30,1                 | Sjørslev                                         | Sjørslev                                         |
| Haltepunkt / Haltestelle (Strecke außer Betrieb) | 28,7                 | Aunsbjerg                                        | Aunsbjerg                                        |
| Haltepunkt / Haltestelle (Strecke außer Betrieb) | 26,6                 | Donsborg                                         | Donsborg                                         |
| Bahnhof (Strecke außer Betrieb) | 25,3                 | Kjellerup                                        | Kjellerup                                        |
| Bahnhof (Strecke außer Betrieb) | 21,9                 | Hindbjerg                                        | Hindbjerg                                        |
| Haltepunkt / Haltestelle (Strecke außer Betrieb) | 20,2                 | Nørskovlund                                      | Nørskovlund                                      |
| Bahnhof (Strecke außer Betrieb) | 18,1                 | Hinge                                            | Hinge                                            |
| Bahnhof (Strecke außer Betrieb) | 14,8                 | Lemming                                          | Lemming                                          |
| Haltepunkt / Haltestelle (Strecke außer Betrieb) | 12,1                 | Ørevadbro                                        | Ørevadbro                                        |
| Bahnhof (Strecke außer Betrieb) | 10,2                 | Skægkær                                          | Skægkær                                          |
| Bahnhof (Strecke außer Betrieb) | 8,0                  | Øster Bording                                    | Øster Bording                                    |
| Haltepunkt / Haltestelle (Strecke außer Betrieb) | 6,3                  | Hvinningdal                                      | Hvinningdal                                      |
| Bahnhof (Strecke außer Betrieb) | 3,1                  | Lysbro                                           | Lysbro                                           |
| Abzweig geradeaus und von rechts (Strecke außer Betrieb) |                      | Langå-Bramming-banen von Bramming                | Langå-Bramming-banen von Bramming                |
| Abzweig geradeaus und nach links (Strecke außer Betrieb) · Strecke von rechts (außer Betrieb) |                      |                                                  |                                                  |
| Abzweig ehemals geradeaus und von rechts · Strecke (außer Betrieb) |                      | Bahnstrecke Skanderborg–Skjern von Skjern        | Bahnstrecke Skanderborg–Skjern von Skjern        |
| Abzweig geradeaus und ehemals von rechts · Strecke (außer Betrieb) |                      | Bahnstrecke Horsens–Bryrup–Silkeborg von Horsens | Bahnstrecke Horsens–Bryrup–Silkeborg von Horsens |
| Strecke · Haltepunkt / Haltestelle Streckenende (Strecke außer Betrieb) | 0,0                  | Silkeborg (SKRJ)                                 | Silkeborg (SKRJ)                                 |
| Bahnhof | 0,0                  | Silkeborg (DSB)                                  | Silkeborg (DSB)                                  |
| Abzweig geradeaus und ehemals nach links |                      | Langå-Bramming-banen nach Langå                  | Langå-Bramming-banen nach Langå                  |
| Strecke |                      | Skanderborg-Silkeborg Jernbane nach Skanderborg  | Skanderborg-Silkeborg Jernbane nach Skanderborg  |
| |                      |                                                  |                                                  |
| Quellen: |                      |                                                  |                                                  |

Silkeborg–Kjellerup–Rødkærsbro Jernbane (SKRJ) war eine private dänische Eisenbahngesellschaft. Sie betrieb eine Bahnstrecke zwischen Silkeborg und Rødkjærsbro in der heutigen Region Midtjylland, die in zwei Teilstücken zwischen 1912 und 1924 eröffnet wurde. Die Einstellung der Strecke erfolgte am  31. März 1968.

## Geschichte
Eine Eisenbahnstrecke von Rødkærsbro über Kjellerup nach Silkeborg war im Eisenbahngesetz vom 8. Mai 1894 enthalten. Dieses Vorhaben wurde jedoch nicht realisiert und auf das Eisenbahngesetz vom 27. Mai 1908 übertragen.

## Rødkjærsbro–Kjellerup Banen (RKB)
Auf dieser gesetzlichen Grundlage wurde die Rødkjærsbro–Kjellerup Banen gegründet, die die Strecke zwischen Rødkjærsbro und Kjellerup erbaute und am 23. Juli 1912 für den öffentlichen Verkehr freigab. Für den Betrieb wurden drei Dampflokomotiven aus Deutschland beschafft, zudem gehörten zur Erstausstattung der Bahn drei zweiachsige Personenwagen, ein zweiachsiger Post- und Gepäckwagen sowie vier offene und sechs geschlossene Güterwagen, davon zwei mit Bremserhaus.
| Nummer | Name | Bauart    | Achsfolge | Hersteller              | Fabr.-Nr./ Baujahr | Besonderes                                                                                           |
| ------ | ---- | --------- | --------- | ----------------------- | ------------------ | --- |
| 1      |      | Tenderlok | 1 B       | Henschel & Sohn, Kassel | 10762 1912         | Wasserkasten rechts, Kohlenkasten links, Turbo-Generator für elektrische Zugbeleuchtung, 1924 SKRJ 1 |
| 2      |      | Tenderlok | 1 B       | Henschel & Sohn, Kassel | 10763 1912         | Wasserkasten rechts, Kohlenkasten links, Turbo-Generator für elektrische Zugbeleuchtung, 1924 SKRJ 2 |
| 3      |      | Tenderlok | 1 B       | Henschel & Sohn, Kassel | 10764 1912         | Wasserkasten rechts, Kohlenkasten links, Turbo-Generator für elektrische Zugbeleuchtung, 1924 SKRJ 3 |

## Silkeborg–Kjellerup–Rødkærsbro Jernbane (SKRJ)
In Silkeborg herrschte Unzufriedenheit, denn Kjellerup war wirtschaftlich mehr in Richtung Viborg ausgerichtet. Mit dem Eisenbahngesetz vom 20. März 1918 erging der Beschluss, die Strecke bis Silkeborg zu verlängern. Diese wurde am 1. August 1924 eingeweiht und gleichzeitig die Gesellschaft in  Silkeborg–Kjellerup–Rødkærsbro Jernbane umbenannt. Das Gesetz legte fest, dass die Erweiterung der Strecke über Hindbjerg, Hinge und Lysbro führen müsse. In Kjellerup wurde die Linienführung in Richtung Funder über Vinderslev und Kragelund geplant. In Funder bestand seit 1920 eine Verbindung mit der Diagonalbanen nach Esbjerg. Die im Gesetz beschriebene Variante setzte sich durch, jedoch ergab dies eine kurvenreiche Strecke mit Haltestellen an Orten ohne größere Bedeutung. Erst 1949, als die SKRJ den Busbetrieb Viborg–Kjellerup–Silkeborg übernahm, bekam Kjellerup eine relativ direkte Verbindung mit Silkeborg.
Für den nun umfangreicheren Betrieb wurden neben den drei von Rødkjærsbro–Kjellerup Banen übernommenen Lokomotiven und Wagen weitere Fahrzeuge beschafft.
| Nummer | Name | Bauart    | Achsfolge | Hersteller              | Fabr.-Nr./ Baujahr | Besonderes |
| ------ | ---- | --------- | --------- | ----------------------- | ------------------ | --- |
| 4      |      | Tenderlok | 1 C       | Henschel & Sohn, Kassel | 20038 1923         | Heusinger-Steuerung, Turbo-Generator für elektrische Zugbeleuchtung, 1941–42 verliehen an DSB, am 30. Mai 1953 Unfall durch einen Dammrutsch bei Hinge, ausgemustert 1953, verschrottet 1954 |
| 8      |      | Tenderlok | 1 C       | Henschel & Sohn, Kassel | 20499 1925         | Heusinger-Steuerung, Turbo-Generator für elektrische Zugbeleuchtung, 1953 von Varde–Nørre Nebel Jernbane (VNJ) gekauft, 1968 ausgemustert                                                    |

1925 begannen erste Versuche, den Personenverkehr mit Triebwagen durchzuführen. Es wurde ein vierachsiger Dieseltriebwagen von Triangel beschafft, dessen Unterbau von der Deutsche Werke Kiel AG geliefert wurde. Er wurde nur ein Jahr eingesetzt und 1930 verkauft. Vier weitere Triebwagen des gleichen Herstellers wurden zwischen 1927 und 1968 in unterschiedlichen Zeiträumen eingesetzt. Einer dieser Triebwagen wurde 1956 in eine Diesellokomotive für den Güterverkehr umgebaut. Ab 1948 trugen drei vierachsige Scandia-Triebwagen die Hauptlast des Personenverkehrs.

## Bauwerke
Alle Haltestellen zwischen Rødkærsbro und Kjellerup hatten gemauerte Schuppen, zwischen Silkeborg und Kjellerup wurden Holzhütten errichtet. Alle Bahnhofsgebäude der Strecke sind erhalten geblieben.
Zu Beginn befanden sich Werkstatt und Lokschuppen sowie die Verwaltung in Kjellerup. Nach der Erweiterung der Strecke wurde in Silkeborg ein dreiständiger Lokschuppen mit Drehscheibe und Bekohlungsanlage gebaut.
Der Betriebsleiter war Schatzmeister, Buchhalter und Bahnhofsvorstand von Kjellerup. Die Werkstatt und die Verwaltung wurden am 1. April 1930 nach Silkeborg verlegt. Nach 1924 war der Betriebsleiter nicht mehr Bahnhofsvorstand. Der Bahnhof Kjellerup wurde von einem Oberassistenten des Betriebsleiters bis 1931 verwaltet, dem ein eigener Bahnhofsvorstand zugeordnet war. Alle übrigen Stationen waren sogenannte Frauen-Stationen (dänisch "kone-stationer"), die von weiblichen Expediteuren bedient wurden.
Die betrieblichen Aufgaben in Rødkærsbro und in Silkeborg wurden vom Personal der Danske Statsbaner durchgeführt. In Silkeborg war für das Gleis der SKRJ im DSB-Bahnhof kein Platz, so dass die Züge auf einem eigenen Bahnsteig am Drewsensvej abgefertigt wurden.
In den letzten beiden Betriebsjahren der Aarhus–Hammel–Thorsø Jernbane 1955 und 1956 hatte diese mit der SKRJ eine gemeinsame Verwaltung in Silkeborg. Ab 1963 hatte SKRJ eine gemeinsame Verwaltung mit Randers–Hadsund Jernbane, zuerst in Randers und von 1966 in Silkeborg, von wo aus die Liquidation bis 1977 durchgeführt wurde. Während dieses Verfahrens gab es einen vergeblichen Versuch, den Streckenabschnitt Rødkærsbro–Kjellerup für Güterzüge zu erhalten.
Vom Bahndamm der Strecke sind 18 Kilometer erhalten, davon sind elf Kilometer der Rad- und Wanderweg Kjellerupstien zwischen Lysbro und Lemming. Im ehemaligen Lokschuppen von Kjellerup befindet sich ein Feuerwehrmuseum.